# Nikki Anderson
Nikki Anderson (ur. 11 marca 1977 w Budapeszcie) – węgierska aktorka występująca w filmach pornograficznych. Wcześniej pracowała jako tancerka.

## Kariera
Karierę w przemyśle porno rozpoczęła w 1996. Po spotkaniu w Private Castings X 3, pracowała wyłącznie dla francuskiego producenta i reżysera Pierre Woodmana, który po raz pierwszy zaangażował ją do filmu Piramida 3 (Private Gold 13: Pyramid 3, 1996), uhonorowanego AVN Award '97. Następnie wzięła udział w dwóch częściach filmu Woodmana Słodka dziecina (Private Gold 14-15: Sweet Baby 1-2) w roli Estelle Kravinsky, za którą w Cannes odebrała nagrodę Hot d'Or. 
Po kłótni w Australii pomiędzy Woodmanem a jej agentem na planie Ścigany 2 (Private Gold 23: The Fugitive 2, 1997), występowała w filmach Christophera Clarka: Pokusy Clarisse (Private Gaia 5: The Temptations of Clarisse, 1998) i Aktorki (Private Gaia 6: Profession Porn Actress, 1998) oraz produkcjach gonzo Evil Angel Video/Evil Angel Productions, m.in. Euro Anioły: Nie jesteśmy dziewicami! (Euro Angels: We Are Not Virgins!, 1997), a także Rocco Siffrediego: Rocco Never Dies 1 (1998) i Rocco: Animal Trainer 4 (2001). Dzięki występom w magazynach X po obu stronach Atlantyku, szybko stała się jedną z gwiazd europejskich grając również w produkcjach Marca Dorcela - Offertes a tout 11 (1999) i Enjeu du desir (1999) czy Mario Salieriego Inferno (1999). W 2001 roku w produkcji Prywatne życie Nikki Anderson (Private Life of Nikki Anderson) zamieszczono najlepsze sceny nakręcone dla Private Media Group.
W 2002 Nikki Anderson otrzymała lukratywny kontrakt jako tancerka we Włoszech, gdzie pracowała do roku 2004. 

## Nagrody i nominacje
| Rok  | Nagroda                    | Kategoria                                      | Film                                                                                             | Inni wykonawcy                    | Rezultat  |
| ---- | -------------------------- | ---------------------------------------------- | ------------------------------------------------------------------------------------------------ | --------------------------------- | --------- |
| 1997 | Hot d’Or                   | Najlepsza europejska aktorka                   | Estelle Kravinsky w Słodka dziecina 1 (Private Gold 14: Sweet Baby 1, 1996), reż. Pierre Woodman | -                                 | Wygrana   |
| 1999 | AVN Award                  | Najlepsza scena seksu analnego - wideo         | Buttman in Budapest (1998), reż. John Stagliano                                                  | Christoph Clark i Andrew Youngman | Nominacja |
| 1999 | Hot d’Or                   | Najlepsza europejska aktorka                   | Cena pożądania (L'enjeu du desir, 1999), reż. Alain Payet                                        | -                                 | Wygrana   |
| 2000 | AVN Award                  | Najlepsza scena seksu w produkcji zagranicznej | Euro Angels Hardball 3: Anal Therapy (1999), reż. Christoph Clark                                | Daniella Rush i Christoph Clark   | Nominacja |
| 2000 | AVN Award                  | Najlepsza scena seksu w produkcji zagranicznej | Euro Angels 13 (1999), reż. Christoph Clark                                                      | Laura Angel i Bacchy              | Nominacja |
| 2000 | Nagroda magazynu Penthouse | Ulubienica miesiąca - maj 2000                 | -                                                                                                | -                                 | Wygrana   |
| 2000 | Ninfa                      | Najlepsza lesbijska scena seksu                | Alexia i spółka (Alexia and Co., 2000), reż. Marc Dorcel                                         | Kate More i Silvia Saint          | Wygrana   |

## Wybrana filmografia
- 1996: Słodka dziecina 1 (Private Gold 14: Sweet Baby 1) jako Estelle Kravinsky, reż. Pierre Woodman
- 1996: Słodka dziecina 2 (Private Gold 15: Sweet Baby 2) jako Estelle Kravinsky, reż. Pierre Woodman
- 1996: Piramida 3 (Private Gold 13: Pyramid 3), reż. Pierre Woodman
- 1997: Euro Anioły: Nie jesteśmy dziewicami! (Euro Angels: We Are Not Virgins!), reż. Christoph Clark
- 1997: Ścigana 1 (Private Gold 22: The Fugitive 1), reż. Pierre Woodman
- 1997: Ścigana 2 (Private Gold 23: The Fugitive 2), reż. Pierre Woodman
- 1998: Rocco nigdy nie umiera (Rocco never dies I), reż. Rocco Siffredi
- 1998: Pokusy Clarisse (Private Gaia 5: The Temptations of Clarisse), reż. Christoph Clark
- 1998: Aktorki (Private Gaia 6: Profession Porn Actress), reż. Christoph Clark